# Lázaro Cárdenas, Michoacán
Lázaro Cárdenas là một đô thị thuộc bang Michoacán, México. Năm 2005, dân số của đô thị này là 162997 người.